# Salix hegetschweileri
Salix hegetschweileri är en videväxtart. Salix hegetschweileri ingår i släktet viden, och familjen videväxter.

## Underarter
Arten delas in i följande underarter:
- S. h. hegetschweileri
- S. h. vosegiaca